# Felimida socorroensis
Felimida socorroensis is een slakkensoort uit de familie van de Chromodorididae. De wetenschappelijke naam van de soort is voor het eerst geldig gepubliceerd in 2009 door Behrens, Gosliner & Hermosillo.